# Jasienica Rosielna

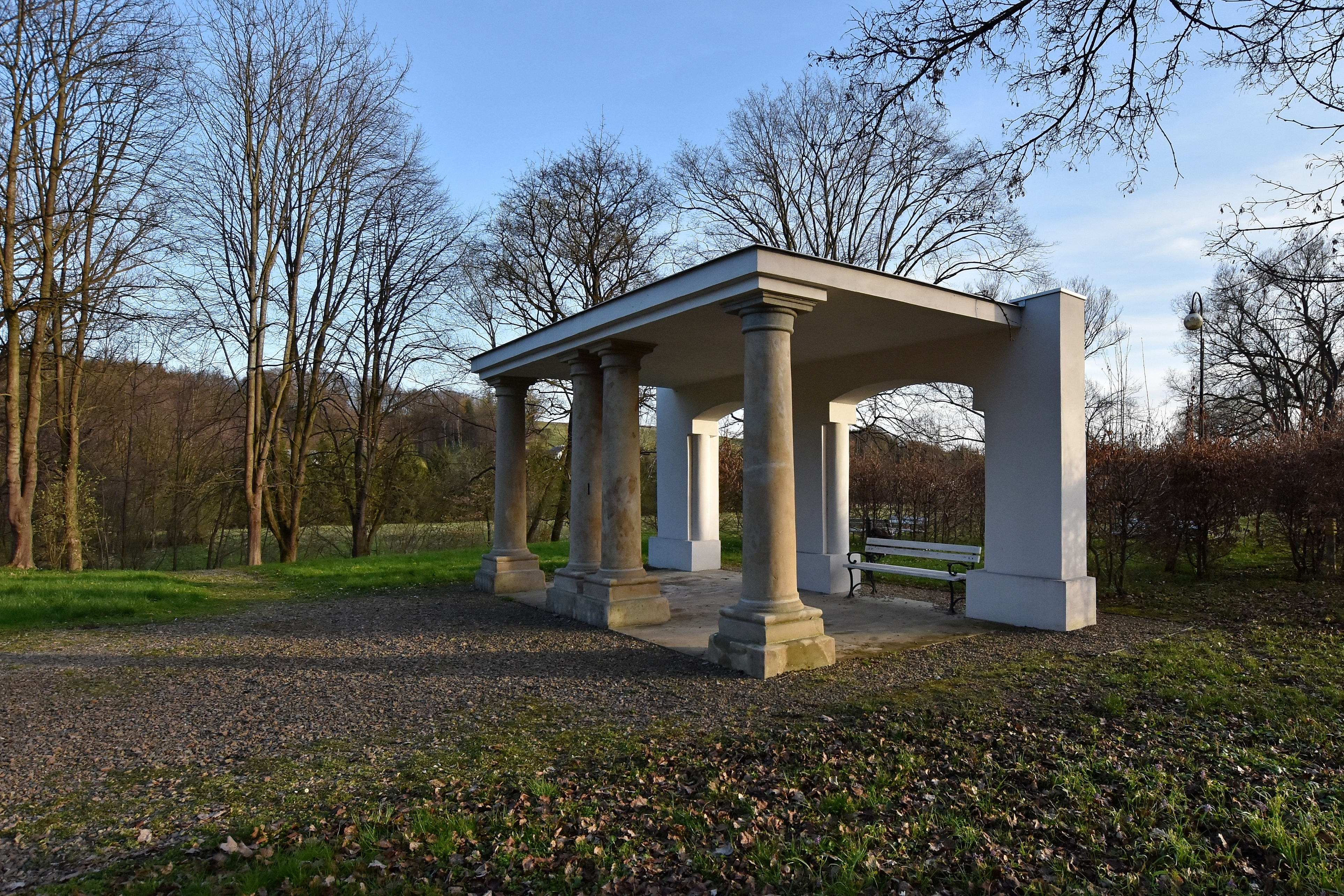
Pozostałości parku dworskiego

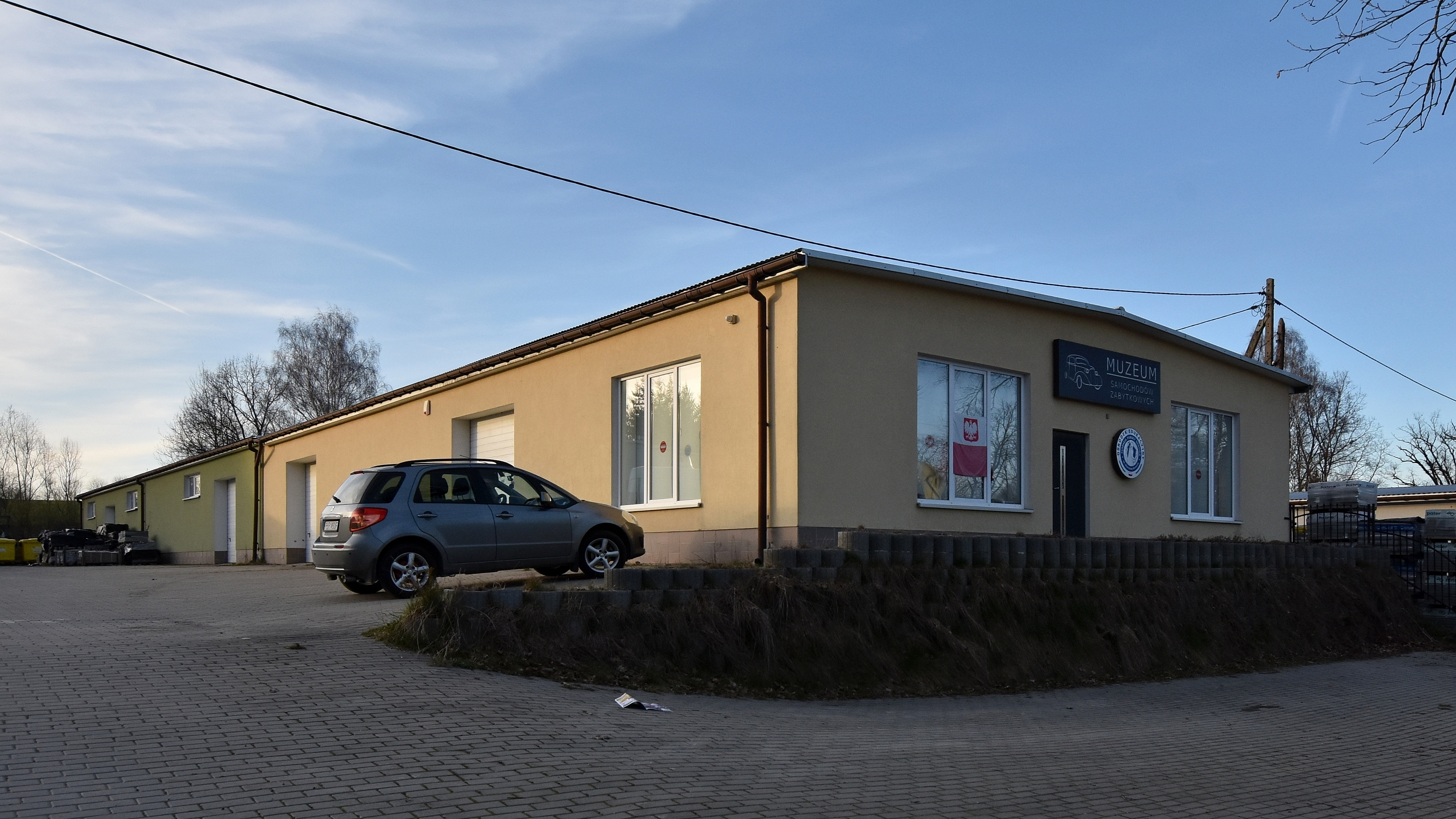
Muzeum samochodów zabytkowych

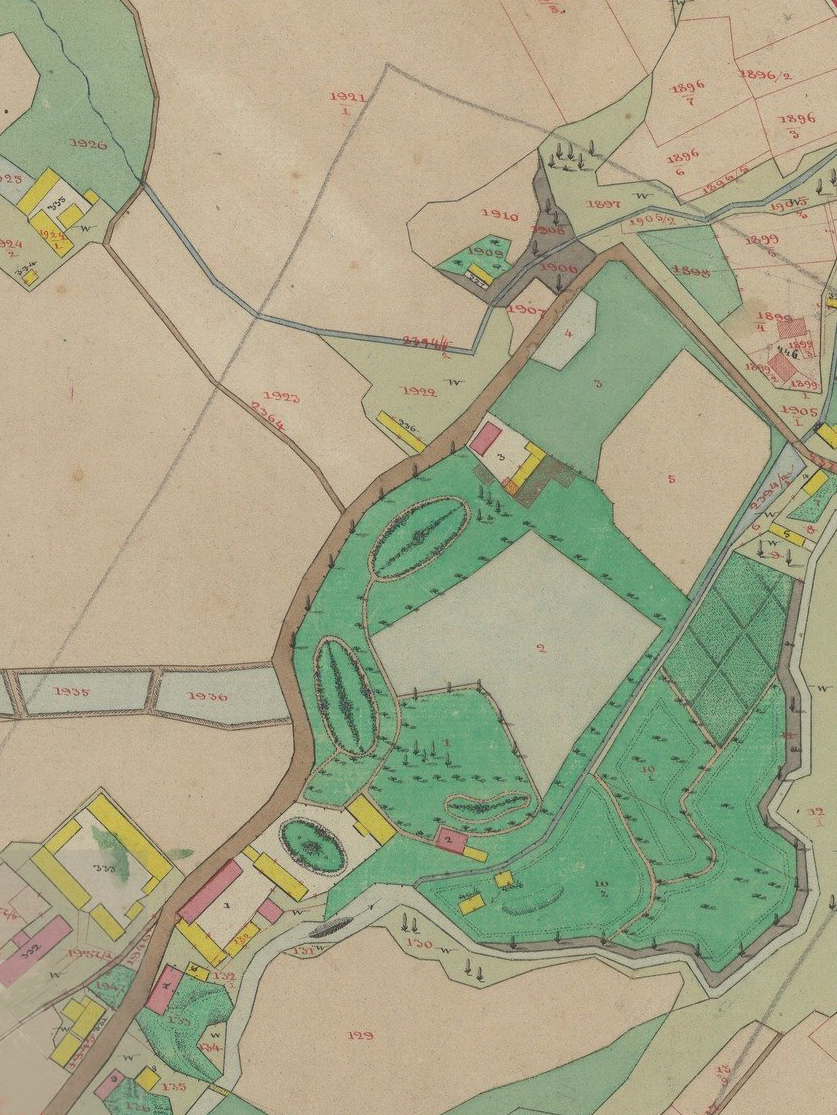
Folwark w Jasienicy na mapie z 1851r

Jasienica Rosielna – wieś w Polsce położona w województwie podkarpackim, w powiecie brzozowskim, siedziba gminy Jasienica Rosielna. Miejscowość do roku 1926 nosiła nazwę Jasienica, a w latach 1857–1896 była miasteczkiem, a następnie do 1934 roku gminą wiejską o charakterze miasteczka.
| SIMC    | Nazwa         | Rodzajj   |
| ------- | ------------- | --------- |
| 0352377 | Błędna        | część wsi |
| 0352383 | Brzezianka    | część wsi |
| 0352390 | Czarna Górka  | część wsi |
| 0352408 | Dudki         | część wsi |
| 0352414 | Fiejdaszówka  | część wsi |
| 0352420 | Miasteczko    | część wsi |
| 0352437 | Niebylec      | część wsi |
| 0352443 | Nowa Wieś     | część wsi |
| 0352450 | Płosina Dolna | część wsi |
| 0352466 | Płosina Górna | część wsi |
| 0352472 | Podlas        | część wsi |
| 0352489 | Potoki        | część wsi |
| 0352495 | Stara Poczta  | część wsi |
| 0352503 | Zastawie      | część wsi |

W latach 1954–1972 wieś należała i była siedzibą władz gromady Jasienica Rosielna. W latach 1975–1998 miejscowość administracyjnie należała do województwa krośnieńskiego.
Miejscowość jest siedzibą rzymskokatolickiej parafii Niepokalanego Poczęcia Najświętszej Maryi Panny. We wsi działa Okręgowa Spółdzielnia Mleczarska utworzona w 1927 roku przez Stanisława Karola Wysockiego, księdza Józefa Królickiego oraz Henryka Krausa.

## Historia
Miejscowość po raz pierwszy była wzmiankowana w I poł. XV wieku. W dokumencie z 1442 r. występuje sołtys Stanisław z Jasienicy. Sześć lat później wieś z Odrzykoniem i Malinówką wchodziła w skład majątku ziemskiego Marcina Kamienieckiego.
W 1451 r. Henryk Kamieniecki odkupił od swego brata Marcina Jasienicę, która została zatwierdzona jako własność Henryka, w czasie rozgraniczenia dóbr Kamienieckich i biskupich w 1460 r. W 1528 r. wróciła jako zastawiona przedtem wieś do Jana Kamienieckiego. W roku 1528 Marcin Kamieniecki za dług w wysokości 7731 florenów i dopłatę 2000 florenów odstąpił Jasienicę i połowę Orzechówki Sewerynowi Bonerowi (Bonerowi) herbu Bonarowa. Po bezpotomnej śmierci Seweryna Bonera (syna) w roku 1592, wszystkie dobra przeszły na jego siostrę Zofię z Bonerów Firlejowej, a później na jej syna Piotra Firleja (zm. w 1619 r.). Do roku 1676 wieś należała do Agnieszki Firlejowej z Balów, a później do jej córki Konstancji Teresy Tarnowskiej z Firlejów herbu Leliwa.
W roku 1687 wśród wniesionych posagu przez hr. Urszulę Tarnowską – córkę Konstancji Teresy i Kazimierza Aleksandra Tarnowskich, Stanisławowi Bonifacemu Wierzbowskiemu herbu Jastrzębiec dóbr, znalazła się Jasienica. Właścicieli jasienickiego klucza dóbr – Stanisław Bonifacy Wierzbowski herbu Jastrzębiec dóbr, tuż przed śmiercią, w roku 1727, wystarał się u króla Augusta II Sasa o przywileje lokacyjne dla miasteczka Jasienica. Odtąd Jasienica składała się ze wsi i miasteczka.
Lokacja miejska w 1727 roku została uchybiona. Pod zaborem austriackim, w latach 1857–1896 była miasteczkiem. Według informacji zawartej w słowniku geograficznym Królestwa Polskiego (1882) było to miasteczko źle zabudowane. Wszystkie dobra po bezpotomnym Stanisławie Bonifacym Wierzbowskim odziedziczyła jego siostra – Ludwika Załuska z domu Wierzbowska, wdowa po Hieronimie Załuskim herbu Junosza. Do roku 1757 właścicielem był Jan Prosper Załuski, a od roku 1757 do 1798 – Ignacy Załuski, od 1798 do 1829 – Teofil Wojciech Załuski (1760-1831), a po nim jego syn – generał Józef Bonawentura Załuski (1786-1866) i po nim Zygmunt Bogumił Załuski (1817-1872) oraz jego córka Zofia Klementyna Załuska (1854-1939) – żona Stanisława Józefa Wysockiego herbu Godziemba (zm. w 1898 r.), która w roku 1881 otrzymała w spadku majątek jasienicki. Ostatnim dziedzicem Jasienicy był syn Stanisława Józefa Wysockiego, Stanisław Karol Wysocki, z którego inicjatywy dodano do nazwy jasienica nazwę potoku "Rosielna".
W 1896 roku nie została sklasyfikowna jako gmina miejska, pozostając aż do reformy 1934 roku gminą wiejską o charakterze miasteczka.
Co piątek odbywał się w Jasienicy targ tygodniowy, natomiast trzy razy w roku (2 lipca, 5 sierpnia i 9 grudnia) – jarmarki. Powszechnym zajęciem pozarolniczym ludności było tkactwo.
11 sierpnia 1942 roku, około godziny 8, getto w Jasienicy otoczyła kompania gestapowców i drużyna ukraińskich SS-manów przybyłych z Krosna. Tego dnia, do godziny 7 wieczorem, hitlerowcy na miejscowym cmentarzu żydowskim rozstrzelali (małe dzieci rozbijali o drzewa) około tysiąca Polaków pochodzenia żydowskiego.
Z Jasienicy pochodzi rzeźbiarz Gustaw Zemła, autor wielu znanych pomników, m.in. Powstańców Śląskich w Katowicach, Polegli Niepokonani w Warszawie, Jana Pawła II w Mistrzejowicach, Bitwy o Monte Cassino, Pomnika Mojżesza w Łodzi. W latach 2015–2020 proboszczem w Jasienicy Rosielnej był późniejszy biskup ks. Krzysztof Chudzio.

## Demografia
W latach 80. XIX wieku Jasienicę zamieszkiwało 1400 osób, z czego 600 mieszkańców reprezentowało miejscową gminę izraelicką.
W 1921 mieszkało w Jasienicy 2090 osób (w tym 479 Żydów).

## Zabytki
- Kościół parafialny pw. Niepokalanego Poczęcia Najświętszej Maryi Panny – zbudowany w 1770 r., z fundacji Ignacego Załuckiego, dziedzica Jasienicy oraz jego żony Marianny z Dębińskich. Budynek kościoła jest drewniany, konstrukcji zrębowej na podmurowaniu. Wnętrze dekorowane polichromią iluzjonistyczną z 1870 r., wykonaną przez Jana Tabińskiego, przemalowaną 1930 r. W dzwonnicy znajduje się gotycki dzwon z napisem minuskułowym, najprawdopodobniej z XV wieku. Ta późnobarokowa świątynia należy do nielicznych kościołów drewnianych z dwuwieżową fasadą zachodnią, nawiązując do architektury murowanej. Kościół został poddany gruntownej konserwacji w latach 60. XX w., a ostatnio w latach 1997–2004. Przeprowadzone prace zmierzały do odtworzenia pierwotnego wyglądu zabytkowych polichromii[11]. W latach międzywojennych wikariuszem parafii był ks. Stanisław Bełch. W kościele funkcjonuje Parafia Niepokalanego Poczęcia Najświętszej Maryi Panny.
- Resztki parku krajobrazowego z pierwszej połowy XIX wieku z zachowanym starodrzewem i stawami otaczają fragmenty kolumnowego portyku dawnego dworu Wysockich, spalonego w 1916 r. Zachowały się także: rządcówka, dwa spichlerze oraz stajnie wzniesione ok. połowy XIX wieku.
- Kościół pw. św. Antoniego – zbudowany z fundacji Marcina Gorzkowskiego. W wyniku pożaru w roku 1970 uległ całkowitemu zniszczeniu.

## Związani z Jasienicą Rosielną
- Paweł Biedka (1868–1930), urodzony w Jasienicy Rosielnej, doktor praw, adwokat, urzędnik, działacz społeczny, burmistrz Sanoka.
- Stanisław Bełch (1904–1989), kapłan rzymskokatolicki, kapelan WP, wikariusz w parafii jasienickiej.
- Ignacy Płonka (1904–2000), urodzony w Jasienicy Rosielnej, instruktor harcerski.
- Adam Ablewicz (1913–1999), kapłan rzymskokatolicki, duchowny w parafii jasienickiej.
- Kazimierz Gustaw Zemła (ur. 1931), urodzony w Jasienicy Rosielnej, artysta rzeźbiarz, pedagog.

Urodzeni w Jasienicy Rosielnej, ofiary zbrodni katyńskiej, zostali uhonorowani przez zasadzenie Dębów Pamięci przy miejscowej Szkole Podstawowej:
- Jan Kuźnar (1893–1940), doktor praw, porucznik pospolitego ruszenia rezerwy Wojska Polskiego (Katyń)
- Franciszek Krupa (1895–1940), posterunkowy Policji Państwowej (Kalinin).
- Stanisław Walczak (1912–1940), podporucznik Wojska Polskiego (Katyń).

## Sport
W miejscowości istnieje klub piłki nożnej, Błękitni Jasienica Rosielna, grający w A klasie, grupa Krosno II.